# Synchronicity (폴리스의 음반)
| 전문가 평가                   | 전문가 평가 |
| 평가 점수                     | 평가 점수   |
| 출처                          | 점수        |
| ----------------------------- | ----------- |
| AllMusic                      | [ 1 ]       |
| The Baltimore Sun             | [ 2 ]       |
| Chicago Tribune               | [ 3 ]       |
| Mojo                          | [ 4 ]       |
| Q                             | [ 5 ]       |
| Rolling Stone                 | [ 6 ]       |
| The Rolling Stone Album Guide | [ 7 ]       |
| The Sacramento Bee            | [ 8 ]       |
| Smash Hits                    | 9/10        |
| The Village Voice             | B+          |

《Synchronicity》는 1983년 6월 17일, 영국에서 발매된 폴리스의 다섯 번째이자 마지막 스튜디오 음반이다. 이 밴드의 가장 성공적인 발매 음반에는 히트 싱글 〈Every Breath You Take〉, 〈King of Pain〉, 〈Wrapped Around Your Finger〉, 그리고 〈Synchronicity II〉가 포함되어 있다. 이 음반의 제목과 수록곡들의 대부분은 아서 쾨슬러의 《우연의 뿌리》에 의해 영감을 받았다. 1984년 그래미 어워드에서 이 음반은 올해의 앨범상을 포함한 총 5개의 상 후보에 올랐으며 3개의 상을 받았다. 발매 당시와 투어에 이어 폴리스는 "세계에서 가장 큰 밴드"로 칭송받았다.
이 음반은 영국 음반 차트와 미국 빌보드 200에서 모두 1위에 올랐고, 미국에서 800만 장 이상이 팔렸다. 《Synchronicity》는 비평가들로부터 널리 호평을 받았다. 찬사는 이질적인 장르와 소닉 실험의 결합에 초점을 맞췄다. 《롤링 스톤》은 "《Synchronicity》의 각 컷은 단순한 노래가 아니라 작은 개별적인 사운드 트랙"이라고 설명했다. 이 음반은 이후 "80년대 베스트 음반 100장"와 "역사상 가장 위대한 음반 500장"의 목록에 포함되었다.
2009년, 《Synchronicity》는 그래미 명예의 전당에 헌액되었다. 1983년 《롤링 스톤》 독자들의 여론 조사에서, 《Synchronicity》는 "올해의 앨범"으로 선정되었다.

## 녹음
이 음반의 제목은 아서 쾨슬러의 《우연의 뿌리》에서 영감을 받았다. 프런트맨 스팅은 쾨슬러의 열렬한 독자였고 또한 그의 작품들 중 하나를 따서 폴리스의 이전 음반 《Ghost in the Machine》이라는 제목을 붙이기도 했다.
이 음반은 밴드의 첫 4개 음반의 일부였던 레게의 영향을 크게 감소시켰으며, 대신 프로듀싱이 많은 조화와 때때로 전체 곡(〈Synchronic I〉, 〈Wracked Around Your Finger〉)을 구동하는 신시사이저를 자유자재로 사용하였다. 월드 뮤직의 영향은 〈Tea in the Sahara〉와 〈Walking in Your Footsteps〉과 같은 노래에서도 들을 수 있다.
《Ghost in the Machine》과 마찬가지로 《Synchronicity》의 기본 트랙은 1982년 12월부터 몬트세랫의 AIR 스튜디오에서 녹음되었다. 세 명의 밴드 멤버들은 각자 다른 방에서 자신들의 파트를 녹음했다. 레스토랑에서는 스튜어트 코플랜드, 제어실에서는 스팅, 실제 스튜디오에서는 앤디 서머스가 드럼을 연주했다. 공동 프로듀서인 휴 패덤에 따르면, 이것은 두 가지 이유, 즉 각 악기에 대해 최상의 소리를 얻기 위한 것과 "사회적 이유"로 인해 이루어졌다고 한다. 패덤은 또한 후속 오버더빙이 스튜디오에서 한 번에 한 명의 멤버만으로 이루어졌다고 말했다. 오버더빙은 1983년 1월부터 2월까지 퀘벡주의 르 스튜디오에서 진행되었다. 〈Every Breath You Take〉 녹화 도중 스팅과 코플랜드가 서로 주먹다짐을 벌였고, 패덤은 이 프로젝트를 거의 그만둘 뻔했다.

## 커버 아트
이 음반의 오리지널 커버 아트는 제프 아이러프와 노먼 무어가 구상한 것으로, 파란색, 빨간색, 노란색의 투명한 가로 줄무늬가 겹쳐진 일련의 사진들로 구성되어 있다. 이 음반은 36개의 변주곡으로 제작되었으며, 색 줄무늬의 배열이 다르고, 듀안 마이클스가 촬영한 밴드 멤버들의 다양한 사진을 보여주었다. 가장 일반적인 버전에서 스팅은 동기 가설의 실제 텍스트에 대한 부정적인 이미지와 함께 전면 커버에 있는 칼 융의 《Synchronicity》 복사본을 읽는 것이다. 뒷면 커버에 실린 사진에도 융의 책이 클로즈업됐지만 거울에 비치고 뒤집힌 모습이 담겨 있다.
오리지널 바이닐 발매는 대부분의 음반처럼 검은색으로 보이지만, 빛을 받아 들였을 때 실제로 보라색으로 보이는 오디오 애호박 비닐에 눌려졌다.

## 발매
《Synchronicity》는 1983년 6월 17일, 영국에서 발매되었다. 이 음반은 LP, CD, 카세트로 발매되었다. 《Synchronicity》는 영국 음반 차트에서 1위로 데뷔했고 2주 동안 1위를 했다. 미국에서 이 음반은 7월 말 빌보드 200에서 1위를 차지했고, 결국 17주 연속 1위를 차지하며 마이클 잭슨의 《Thriller》 독주를 방해했다.
1989년 모바일 피델리티 사운드 랩에서 리마스터링된 골드 CD로 재발매되었고, 2003년 SACD에서 재발매되었다.

## 곡 목록
모든 곡들은 특별한 언급이 없는 한 스팅에 의해 작사/작곡하였다.
| #  | 제목                          | 작사·작곡         | 재생 시간 |
| -- | ----------------------------- | ----------------- | --------- |
| 1. | 〈Synchronicity I〉           |                   | 3:23      |
| 2. | 〈Walking in Your Footsteps〉 |                   | 3:36      |
| 3. | 〈O My God〉                  |                   | 4:02      |
| 4. | 〈Mother〉                    | 앤디 서머스       | 3:05      |
| 5. | 〈Miss Gradenko〉             | 스튜어트 코플랜드 | 2:00      |
| 6. | 〈Synchronicity II〉          |                   | 5:00      |

| #   | 제목                                | 작사·작곡    | 재생 시간 |
| --- | ----------------------------------- | ------------ | --------- |
| 7.  | 〈Every Breath You Take〉           |              | 4:13      |
| 8.  | 〈King of Pain〉                    |              | 4:59      |
| 9.  | 〈Wrapped Around Your Finger〉      |              | 5:13      |
| 10. | 〈Tea in the Sahara〉               |              | 4:11      |
| 11. | 〈Murder by Numbers (보너스 트랙)〉 | 서머스, 스팅 | 4:36      |

## 인증
| 국가                                                  | 인증        | 판매량/출하량 |
| ----------------------------------------------------- | ----------- | ------------- |
| 캐나다 (뮤직 캐나다)                                  | 플래티넘    | 100,000^      |
| 프랑스 (SNEP)                                         | 플래티넘    | 472,100       |
| 독일 (BVMI)                                           | 골드        | 250,000^      |
| 홍콩 (IFPI 홍콩)                                      | 골드        | 10,000*       |
| 일본                                                  | —           | 175,000       |
| 네덜란드 (NVPI)                                       | 골드        | 50,000^       |
| 뉴질랜드 (RMNZ)                                       | 플래티넘    | 15,000^       |
| 영국 (BPI)                                            | 플래티넘    | 300,000^      |
| 미국 (RIAA)                                           | 8× 플래티넘 | 8,000,000^    |
| 유고슬라비아                                          | —           | 85,000        |
| *판매량을 기반으로 한 인증 ^출하량을 기반으로 한 인증 |             |               |